# Кировградский муниципальный округ
Кировгра́дский муниципа́льный о́круг — муниципальное образование в Свердловской области России, относится к Горнозаводскому управленческому округу. Административный центр — город Кировград.
С точки зрения административно-территориального устройства области, Кировградский муниципальный округ вместе с муниципальным округом Верхний Тагил находятся в границах административно-территориальной единицы города Кировграда (соответствует категории города областного подчинения).

## География
Кировградский муниципальный округ расположен в юго-западной части Свердловской области, в южной части Горнозаводского управленческого округа, к северо-западу от Екатеринбурга и к югу от Нижнего Тагила. Площадь муниципального округа — 661,627 км², что составляет приблизительно 0,34% от общей площади области.
В западной части Кировградского муниципального округа проходит Уральский хребет, разделяющий Европу и Азию. Большая часть муниципального округа, включая сам город Кировград и все остальные населённые пункты округа, расположена в азиатской части России, на восточных отрогах Среднего Урала.
Город Кировград расположен в восточной части округа и фактически разделяет преимущественно лесистую горную и малолесную равнинную части округа. Юго-восточная часть муниципального округа занята Шайтанским, Чигирским и Светлым озёрами, а также другими водоёмами.
По территории округа протекают реки Обского бассейна Тагил и Нейва. Город Кировград расположен в их междуречье.
Кировградский муниципальный округ граничит:
- на севере — с Горноуральским муниципалтным округом,
- на востоке — с Невьянским муниципальным округом,
- на юго-востоке — с городским округом Верх-Нейвинский и Новоуральским городским округом,
- на юге — с муниципальным округом Верхний Тагил,
- на западе — с муниципальным образованием «город Нижний Тагил».

### Полезные ископаемые
На землях Кировградского муниципального округа встречаются медно-колчеданные месторождения, карбонатное сырьё для строительной промышленности, кварц жильный, кварцит, золото, хром.

## История
14 апреля 1996 года создано муниципальное образование город Кировград, включившее в себя Кировград и территории, подчинённые городской администрации (за исключением города Верхнего Тагила и подчинённых ему населённых пунктов). 17 декабря 1996 года муниципальное образование было включено в областной реестр.
С 31 декабря 2004 года муниципальное образование город Кировград было наделено статусом городского округа. Рабочие посёлки Карпушиха, Лёвиха и Нейво-Рудянка были преобразованы в сельские населённые пункты.
1 января 2006 года муниципальное образование город Кировград было переименовано в Кировградский городской округ.
С 1 января 2025 года Кировградский городской округ был преобразован в муниципальный округ.

## Население
| 2002    | 2009    | 2010    | 2011    | 2012    | 2013    | 2014    |
| ------- | ------- | ------- | ------- | ------- | ------- | ------- |
| 45 596  | ↘44 038 | ↘27 726 | ↘27 641 | ↘27 497 | ↘27 348 | ↘27 145 |
| 2015    | 2016    | 2017    | 2018    | 2019    | 2020    | 2021    |
| ↘27 135 | ↘26 772 | ↘26 335 | ↘25 669 | ↘25 084 | ↘24 786 | ↘24 236 |
| 2023    |         |         |         |         |         |         |
| ↘23 954 |         |         |         |         |         |         |

## Состав муниципального округа
В состав Кировградского муниципального округа входят 8 населённых пунктов.
| № | Населённый пункт | Тип населённого пункта        | Население |
| - | ---------------- | ----------------------------- | --------- |
| 1 | Ежовский         | посёлок                       | ↘0        |
| 2 | Карпушиха        | посёлок                       | ↘1192     |
| 3 | Кировград        | город, административный центр | ↘18 497   |
| 4 | Лёвиха           | посёлок                       | ↘2881     |
| 5 | Листвянное       | деревня                       | →0        |
| 6 | Нейва            | посёлок                       | →0        |
| 7 | Нейво-Рудянка    | посёлок                       | ↘2599     |
| 8 | Тепловая         | посёлок                       | ↘19       |

### Упразднённые населённые пункты
- Посёлок Ломовский упразднён законом № 142-ОЗ от 10 декабря 2020 года[22].

## Экономика
Промышленность Кировградского муниципального округа представлена, главным образом, цветной металлургией. Сельского хозяйства на территории Кировградского городского округа нет.
На территории округа расположены градообразующие предприятия:
- АО «Кировградский завод твердых сплавов»,
- Филиал «Производство полиметаллов» АО «Уралэлектромедь».

## Экологические проблемы

### Качество атмосферного воздуха
По данным Управления Федеральной службы государственной статистики по Свердловской области, в 2016 году от стационарных источников в Кировградском ГО было выброшено в атмосферный воздух 26,7 тыс. т загрязняющих веществ, а в 2017 году превысило на 0,4 тыс. т загрязняющих веществ, что составляет за два года 2,9 % от суммарного выброса по Свердловской области.

В 2016 году в районе расположения станции максимальные разовые концентрации были превышены по всем измеряемым загрязняющим веществам: диоксиду серы, диоксиду азота, пыли мелкодисперсной, оксиду азота и оксиду углерода.

В 2017 г. в районе расположения станции были зафиксированы превышения нормативов содержания в атмосферном воздухе по диоксиду серы.

За период измерений в 2018 г. в районе расположения станции, превышения нормативов содержания загрязняющих веществ в атмосферном воздухе: диоксида азота, оксида азота, оксида углерода и пыли мелкодисперсной не зафиксированы. Вклад в загрязнение атмосферного воздуха Кировградского муниципального предприятия «Благоустройство» составил 0,6 тыс. т, ОАО «ОТСК» Кировградский РТС — 0,2 тыс. т, ОАО «Кировградский завод твердых сплавов» — 0,143 тыс. т.

Наибольшее количество загрязняющих веществ выбрасывалось в атмосферный воздух при производстве меди филиалом «Производство полиметаллов» АО «Уралэлектромедь» — 24,6 тыс. т. Более точные данные представлены в таблице:
| № строки | Наименование предприятия                                  | Объём выбросов | Объём выбросов | Объём выбросов |
| -------- | --------------------------------------------------------- | -------------- | -------------- | -------------- |
| № строки | Наименование предприятия                                  | 2016           | 2017           | 2018           |
| 1        | Филиал «Производство полиметаллом» АО Уралэлектромедь"    | 25,7           | 26,2           | 24,6           |
| 2        | Кировградское муниципальное предприятие «Благоустройство» | 0,7            | 0,6            | 0,6            |
| 3        | ОАО «ОТСК» Кировградский РТС                              | 0,2            | 0,2            | 0,2            |
| 4        | ОАО «Кировградский завод твердых сплавов»                 | 0,143          | 0,143          | 0,143          |

В 2018 г. выбросы загрязняющих веществ в атмосферный воздух от стационарных источников филиала «Производство полиметаллов» АО «Уралэлектромедь» к уровню 2017 г. уменьшились на 1,6 тыс. т (на 6,1 %) за счет консервации опытно-промышленного участка выщелачивания пиритных огарков обогатительной фабрики, переработки малосернистого сырья и проведения инвентаризации источников выбросов.

Мероприятия по уменьшению выбросов загрязняющих веществ в атмосферный воздух в 2018 г. проводились филиалом «Производство полиметаллов» АО «Уралэлектромедь». Затраты составили 21,338 млн рублей

### Уровень загрязнения вод
В целом по Свердловской области водохозяйственный баланс рек положительный. Однако за 2016—2017 гг. показали низкие величины минимального стока на большинстве рек и повышенное загрязнение отдельных участков рек обусловили дефицит водных ресурсов необходимого качества (до 30‒80 % объёма) в городах Свердловской области. На других предприятиях Кировградского ГО изменение объёма выбросов загрязняющих веществ в атмосферный воздух было незначительным.

 Забор свежей воды предприятиями производится из поверхностных источников — рек Шайтанка, Тагил, Чигирского озера.

В общем водоотведении доля загрязненных (без очистки) сточных вод составила 2 %, загрязненных недостаточно очищенных на очистных сооружениях — 80,3 %, нормативно чистых (без очистки) — 15,3 %, нормативно-очищенных — 2,4 %.

Нормативную очистку сточных вод обеспечивают сооружения физико-химической очистки филиала «Производство полиметаллов» АО «Уралэлектромедь» проектной производительностью 3,4 млн куб. м/год, АО «Кировградский завод твердых сплавов» проектной производительностью 0,1 млн куб. м/год.

По сравнению с 2017 г. сброс загрязненных сточных вод увеличился на 0,61 млн м³ (16,9 %).

На долю Кировградского ГО приходится 4,48 млн м³ (0,7 % от общего использования водных ресурсов Свердловской областью). Наиболее крупными водопользователями являются: филиал «Производство полиметаллов» АО «Уралэлектромедь».
Структура водоотведения Кировградским ГО в 2014—2018 гг. представлена в таблице:
| № строки | Год  | Водоотведение в поверхностные водные объекты (млн. куб. м) | Водоотведение в поверхностные водные объекты (млн. куб. м) | Водоотведение в поверхностные водные объекты (млн. куб. м) | Водоотведение в поверхностные водные объекты (млн. куб. м) | Водоотведение в поверхностные водные объекты (млн. куб. м) | Водоотведение в поверхностные водные объекты (млн. куб. м) | Масса сброса загрязняющих веществ (тыс. т.) |
| № строки | Год  | всего                                                      | загрязненных                                               | загрязненных                                               | загрязненных                                               | нормативно чистых (без отчистки)                           | нормативно очищенных                                       | Масса сброса загрязняющих веществ (тыс. т.) |
| № строки | Год  | всего                                                      | всего                                                      | без очистки                                                | недостаточно очищенных                                     | нормативно чистых (без отчистки)                           | нормативно очищенных                                       | Масса сброса загрязняющих веществ (тыс. т.) |
| -------- | ---- | ---------------------------------------------------------- | ---------------------------------------------------------- | ---------------------------------------------------------- | ---------------------------------------------------------- | ---------------------------------------------------------- | ---------------------------------------------------------- | ------------------------------------------- |
| 1        | 2014 | 5,99                                                       | 4,60                                                       | 0,10                                                       | 4,50                                                       | 0,75                                                       | 0,64                                                       | 18,3                                        |
| 2        | 2015 | 6,57                                                       | 5,16                                                       | 0,12                                                       | 5,04                                                       | 0,75                                                       | 0,66                                                       | 17,0                                        |
| 3        | 2016 | 5,98                                                       | 4,55                                                       | 0,09                                                       | 4,46                                                       | 0,77                                                       | 0,66                                                       | 15,0                                        |
| 4        | 2017 | 4,44                                                       | 3,11                                                       | 0,10                                                       | 3,01                                                       | 0,67                                                       | 0,66                                                       | 5,0                                         |
| 5        | 2018 | 4,51                                                       | 3, 71                                                      | 0,09                                                       | 3,62                                                       | 0,69                                                       | 0,11                                                       | 5,1                                         |

В общем водоотведении доля загрязненных (без очистки) сточных вод составила 2 %, загрязненных недостаточно очищенных на очистных сооружениях — 80,3 %, нормативно чистых (без очистки) — 15,3 %, нормативно-очищенных — 2,4 %.

На территории Кировградского ГО действуют 7 очистных сооружений (биологической очистки — 4, механической очистки — 1 и физико-химической очистки — 2) суммарной проектной мощностью 9,57 млн куб. м/год. Фактический объём сточных вод, поступивших в поверхностные водные объекты после очистных сооружений, составил 3,73 млн куб. м.

Нормативную очистку сточных вод обеспечивают очистные сооружения следующих предприятий (в скобках указана проектная мощность очистных сооружений): физико-химическая очистка: филиал «Производство полиметаллов» АО «Уралэлектромедь», Кировградский ГО (3,45 млн куб. м). По сравнению с 2017 годом сброс загрязненных сточных вод Кировградским ГО увеличился на 0,61 млн м³ (16,9 %) за счет увеличения хозяйственно-бытовых сточных вод города Кировграда/

### Качество почв
По результатам анализа кислоторастворимых форм металлов в 2018 г. было выявлено, что почвы города Кировграда загрязнены кадмием, цинком, медью и свинцом. Городские почвы суглинистые и имеют нейтральную среду. Суммарный индекс загрязнения почв металлами в городе Кировграде по цинку, меди, свинцу, кадмию, хрому, кобальту и никелю соответствует опасной категории загрязнения.

В Кировградском округе зарегистрирована опасная категория загрязнения почвы (Zc 83,08). Также Кировградский округ является территорией риска по микробиологическому загрязнению почв (28,5 %).

### Отходы
По данным Свердловского областного кадастра отходов производства и потребления, 29 хозяйствующими субъектами Кировградского ГО за 2018 г. образовано 849,08 тыс. т отходов производства и потребления, из них отходов I—IV классов опасности — 28,71 тыс. т, в том числе отходов I класса опасности — 0,002 тыс. т; II класса опасности — < 0,001 тыс. т; III класса опасности — 20,15 тыс. т; IV класса опасности — 8,56 тыс. т. Объём образования коммунальных отходов составил 11,49 тыс. т, в том числе твердых коммунальных отходов — 11,32 тыс. т.

Наибольшее количество отходов образовано филиалом «Производство полиметаллов» АО «Уралэлектромедь» — 833,71 тыс. т, из них шлаков плавки медных концентратов в отражательной печи V класса опасности — 388,23 тыс. т, отходов (хвостов) обогащения медных руд практически неопасных — 387,29 тыс. т. Наличие отходов производства и потребления на территории Кировградского ГО на конец 2018 г. (с учётом 5,88 млн т отходов на бесхозяйных объектах размещения промышленных и коммунальных отходов) составило 67,08 млн т.

На территории Кировградского округа зарегистрировано 8 объектов размещения отходов общей площадью 205,15 га, из них 1 бесхозяйный объект размещения промышленных отходов и 1 бесхозяйный объект размещения коммунальных отходов. В Государственный реестр объектов размещения отходов включены 4 объекта размещения отходов.

## Культура
Основные учреждения культуры и образования в округе: центр детского творчества, детские художественная и музыкальная школы, культурно-досуговый центр «Русь», кинотеатр, три Дома культуры, историко-краеведческий музей, музей Висимского государственного природного заповедника, детская спортивная школа Олимпийского резерва по горным лыжам, профессиональное училище, представительство Государственного образовательного учреждения высшего профессионального образования «Уральский государственный технический университет — УПИ», филиал Уральского государственного колледжа, библиотечная сеть, бассейн, Ледовый дворец, стадион, лыжная база «Бодрость». Висимский государственный природный заповедник, расположенный на территории округа, относится к числу особо охраняемых природных территорий Российской Федерации. На горе Ежовой с 1999 года действует Кировградский горнолыжный комплекс, где ежегодно проходят Российские соревнования по горным лыжам.